# Sorgente Resenzuola
Sorgente Resenzuola este o arie protejată (arie specială de conservare — SAC, sit de importanță comunitară — SCI) din Italia întinsă pe o suprafață de 4,74 ha, integral pe uscat.

## Localizare
Centrul sitului Sorgente Resenzuola este situat la coordonatele 46°00′23″N 11°39′35″E / 46.0065°N 11.65959°E.

## Înființare
Situl Sorgente Resenzuola a fost declarat sit de importanță comunitară în iunie 1995 pentru a proteja 38 de specii de animale. Situl a fost protejat și ca arie specială de conservare în martie 2014.

## Biodiversitate
Situată în ecoregiunea alpină, aria protejată conține 6 habitate naturale: Liziere de ierburi înalte hidrofile de câmpie și de nivel montan până la alpin, Cursuri de apă de la nivel de câmpie la nivel montan, cu vegetație Ranunculion fluitantis și Callitricho-Batrachion, Păduri aluvionare cu Alnus glutinosa și Fraxinus excelsior (Alno-Padion, Alnion incanae, Salicion albae), Fânețe de joasă altitudine (Alopecurus pratensis, Sanguisorba officinalis), Ape stătătoare oligotrofe până la mezotrofe, cu vegetație de Littorelletea uniflorae și/sau de Isoëto-Nanojuncetea, Pante stâncoase calcaroase cu vegetație casmofită.
La baza desemnării sitului se află mai multe specii protejate:
- păsări (33): pițigoi codat (Aegithalos caudatus), rață mare (Anas platyrhynchos), stârc cenușiu (Ardea cinerea), ciuf-de-pădure (Asio otus), florinte (Chloris chloris), porumbel gulerat (Columba palumbus), cioară neagră (Corvus corone), cuc (Cuculus canorus), pițigoi albastru (Cyanistes caeruleus), presură de munte (Emberiza cia), măcăleandru (Erithacus rubecula), cinteză (Fringilla coelebs), găinușă de baltă (Gallinula chloropus), gaiță (Garrulus glandarius), capîntortură (Jynx torquilla), sfrâncioc roșiatic (Lanius collurio), privighetoare (Luscinia megarhynchos), gaia neagră (Milvus migrans), muscar sur (Muscicapa striata), ciuf-pitic (Otus scops), pițigoi mare (Parus major), codroșul de pădure (Phoenicurus phoenicurus), pitulice de munte (Phylloscopus collybita), ciocănitoarea verde (Picus viridis), pițigoi sur (Poecile palustris), brumăriță de pădure (Prunella modularis), cristei de baltă (Rallus aquaticus), cănăraș (Serinus serinus), graur (Sturnus vulgaris), silvie cu cap negru (Sylvia atricapilla), pănțărușul (Troglodytes troglodytes), mierlă (Turdus merula), pupăză (Upupa epops)
- mamifere (1): liliacul mare cu potcoavă (Rhinolophus ferrumequinum)
- nevertebrate (1): Austropotamobius pallipes
- pești (3): zglăvoacă (Cottus gobio), Lethenteron zanandreai, Salmo marmoratus

Pe lângă speciile protejate, pe teritoriul sitului au mai fost identificate 25 de specii de plante, 2 specii de amfibieni, 6 specii de mamifere, 1 specie de nevertebrate, 3 specii de pești, 1 specie de reptile.